# Ruth Negga

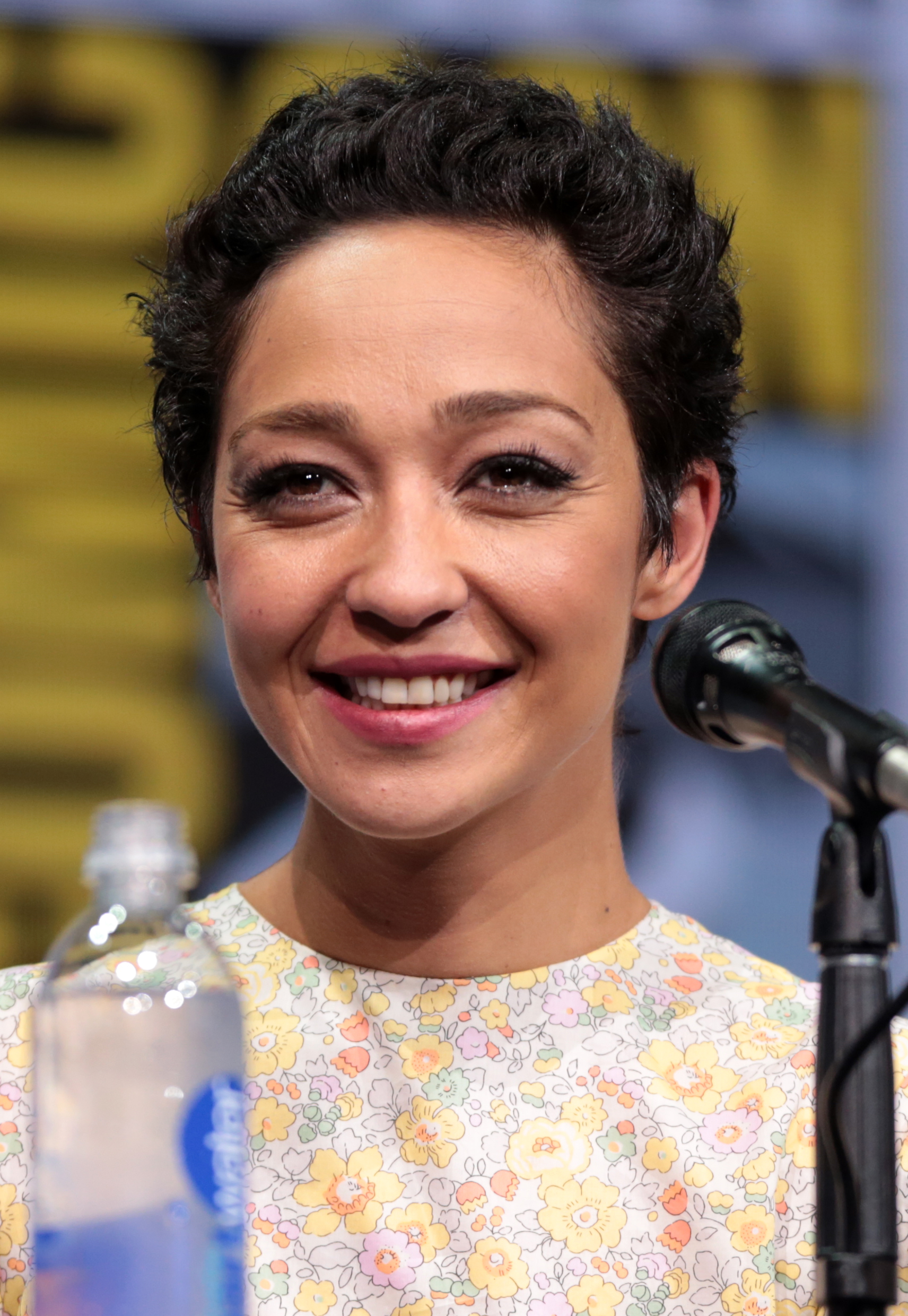
Ruth Negga bei der Comic-Con in San Diego (2017)

Ruth Negga (amharisch ሩት ነጋ; * 4. Mai 1981 in Addis Abeba, Äthiopien) ist eine äthiopisch-irische Schauspielerin.

## Leben
Ruth Negga wurde 1981 in Addis Abeba geboren, wuchs aber ab dem vierten Lebensjahr im irischen Limerick auf. Ihr äthiopischer Vater starb bei einem Autounfall, als Negga sieben Jahre alt war.
Nach ihrer Ausbildung am Trinity College Dublin zog sie mit 18 Jahren nach London. Zunächst wirkte sie vor allem am Theater, bevor sie ab Mitte der 2000er Jahre auch in Film- und Fernsehproduktionen zu sehen war. 2004 war sie für den Laurence Olivier Award in der Kategorie Most Promising Newcomer in an Affiliate Theatre für ihren Auftritt im Stück Duck am Jerwood Theatre Upstairs at the Royal Court nominiert.
Im selben Jahr übernahm sie in Ciaran O’Connors Drama Capital Letters die Rolle der illegalen Immigrantin Taiwo. Kurz darauf erhielt sie die Rolle in Neil Jordans Drama Breakfast on Pluto, der für Negga das Drehbuch umschrieb, nachdem er sie im Casting gesehen hatte.
Bei der Berlinale 2006 wurde Negga als Shooting Star für Irland ausgezeichnet.
2016 war Negga im Drama Loving als Mildred Loving und im Fantasyfilm Warcraft: The Beginning als Lady Taria zu sehen. Für Loving erhielt sie 2017 u. a. eine Oscar-Nominierung als Beste Hauptdarstellerin. Außerdem wurde sie u. a. mit dem Black Reel Award ausgezeichnet.
2017 wurde sie in die Academy of Motion Picture Arts and Sciences (AMPAS) aufgenommen, die jährlich die Oscars vergibt.

## Theater (Auswahl)
- 2003: Duck, als Cat, am Royal Court Theatre London
- 2007: The Crucible, als Abigail Williams, am Abbey Theatre Dublin
- 2009: Phèdre, als Aricia, am Royal National Theatre London
- 2010/2011: Hamlet, als Ophelia, am National Theatre London
- 2011: The Playboy of the Western World, als Pegeen, am Old Vic Theatre London

## Filmografie (Auswahl)
- 2004: Doctors (Fernsehserie, Episode 6x09)
- 2004: Capital Letters
- 2004: Love Is the Drug (Fernsehserie, 4 Episoden)
- 2005: Breakfast on Pluto
- 2005: Isolation
- 2005: Colour Me Kubrick
- 2008: Criminal Justice (Miniserie, 5 Episoden)
- 2009: Personal Affairs (Fernsehserie, 5 Episoden)
- 2010: Five Daughters (Miniserie, 3 Episoden)
- 2010: Misfits (Fernsehserie, 6 Episoden)
- 2010: Die Weihnachtsgeschichte – Das größte Wunder aller Zeiten (The Nativity, Miniserie, 4 Episoden)
- 2010–2011: Love/Hate (Fernsehserie, 8 Episoden)
- 2011: Shirley (Fernsehfilm)
- 2012: Der Samariter – Tödliches Finale (The Samaritan)
- 2012: Secret State (Miniserie, 4 Episoden)
- 2013: World War Z
- 2013: 12 Years a Slave
- 2013: Jimi: All Is By My Side
- 2013–2018: Marvel’s Agents of S.H.I.E.L.D. (Fernsehserie, 20 Episoden)
- 2014: Christina Noble – Die Mutter der Niemandskinder (Noble)
- 2015: Iona
- 2016–2019: Preacher (Fernsehserie, 43 Episoden)
- 2016: Warcraft: The Beginning (Warcraft)
- 2016: Loving
- 2017: Angelas Weihnachten (Angela’s Christmas)
- 2019: Ad Astra – Zu den Sternen (Ad Astra)
- 2021: Seitenwechsel (Passing)
- 2023: Good Grief
- 2024: Aus Mangel an Beweisen (Presumed Innocent, Miniserie)

## Auszeichnungen und Nominierungen
Oscar
- 2017: Nominierung als Beste Hauptdarstellerin für Loving

British Academy Film Award
- 2017: Nominierung für den Rising Star Award
- 2022: Nominierung als Beste Nebendarstellerin für Seitenwechsel

Golden Globe Award
- 2017: Nominierung als Beste Hauptdarstellerin – Drama für Loving
- 2022: Nominierung als Beste Nebendarstellerin für Seitenwechsel

Critics’ Choice Movie Award
- 2016: Nominierung als Beste Hauptdarstellerin für Loving

Gotham Award
- 2021: Nominierung als Beste Nebendarstellerin für Seitenwechsel

Satellite Award
- 2017: Auszeichnung als Beste Hauptdarstellerin für Loving (gemeinsam mit Isabelle Huppert)